# Starorypin (gromada)
Starorypin (od 1 I 1972 Rypin) – dawna gromada, czyli najmniejsza jednostka podziału terytorialnego Polskiej Rzeczypospolitej Ludowej w latach 1954–1972.
Gromady, z gromadzkimi radami narodowymi (GRN) jako organami władzy najniższego stopnia na wsi, funkcjonowały od reformy reorganizującej administrację wiejską przeprowadzonej jesienią 1954 do momentu ich zniesienia z dniem 1 stycznia 1973, tym samym wypierając organizację gminną w latach 1954–1972.
Gromadę Starorypin z siedzibą GRN w Starorypinie utworzono – jako jedną z 8759 gromad na obszarze Polski – w powiecie rypińskim w woj. bydgoskim, na mocy uchwały nr 24/10 WRN w Bydgoszczy z dnia 5 października 1954. W skład jednostki weszły obszary dotychczasowych gromad Starorypin Prywatny, Starorypin Rządowy, Rypałki, Iwany i Rusinowo (bez miejscowości Ławy) ze zniesionej gminy Strzygi w tymże powiecie. Dla gromady ustalono 19 członków gromadzkiej rady narodowej.
31 grudnia 1959 do gromady Starorypin włączono obszar zniesionej gromady Głowińsk w tymże powiecie; równocześnie przeniesiono siedzibę GRN ze Starorypina do Rypina, zachowując jednak nazwę jednostki gromada Starorypin.
31 grudnia 1961 do gromady Starorypin włączono wieś Czyżewo ze zniesionej gromady Długie w tymże powiecie.
Gromadę zniesiono 1 stycznia 1972 w związku z przemianowaniem jednostki na gromada Rypin.